# Celestyn Adam Kaliszewski
Celestyn Adam Kaliszewski krypt.: C. K.; X. C. K. S. P., (ur. 26 lutego 1725 w Malczycach, zm. 14 kwietnia 1767 w Łukowie) – polski pedagog, historyk prawa, leksykograf i tłumacz.

## Życiorys
Urodził się w roku 1725 w Malczycach (woj. ruskie). W drugiej połowie czerwca roku 1739 wstąpił do zakonu pijarów, przyjmując imię Celestyn (imię chrzestne: Adam). Zimą roku 1741/1742 rozpoczął studia skupiając się na humaniorze (naukach humanistycznych), a w latach 1742-1744 zgłębiając filozofię w Rzeszowie. Wkrótce potem przeniósł się do Warszawy, gdzie prowadził infimę (rok szkolny 1744/1745), gramatykę (1745/1746), a jednocześnie jako podprefekt tamtejszego Collegium Nobilium studiował teologię (1746/1747). W roku szkolnym 1748/1749 pełnił funkcję katechety w Radomiu, rok później był nauczycielem poezji w Warszawie. W latach 1750–1751 był wychowawcą wojewodzica sandomierskiego, Jana Józefa Wielopolskiego. W roku 1752 zastępował chorego Jana Obertyna wykładając retorykę w Łowiczu, kilka miesięcy później trafił do Rzeszowa na stanowisko profesora retoryki, które piastował do roku 1755. W tym okresie (1753) najprawdopodobniej nauczał także w Warężu. Przez 11 lat był wykładowcą warszawskiego Collegium Nobilium: w latach 1755-1758 nauczał retoryki, nieco później (1758-1765) wykładał historię i geografię. Brał aktywny udział w organizowanych na nowo (za namową i zachętą Stanisława Konarskiego) "sejmikach" uczniowskich. W roku 1766 sprawował funkcję wicerektora Collegium Nobilium, a zimą roku 1766/1767 przeniesiono go na stanowisko regenta Konwiktu Szaniawskiego w Łukowie. Tam też zmarł w wieku 42 lat, na "złośliwą gorączkę", 14 kwietnia roku 1767.

## Twórczość

### Ważniejsze utwory
1. (Krótkie wprowadzenie do nauki historii do użytku polskiej młodzi), niewydane; informacja: J. D. A. Janocki: Er hat eine Kurze Anleitung, zu den historischen Wissenschaften, zum Gebrauch der polnischen Jugend, in der Muttersprache entworten, aber noch nicht dem Drucke übergeben (Lexicon..., t. 2, s. 137)
2. Gratulatio senatoriae dignitatis... Francisco Salesio Potocki, palatino Volyniae... dum... palatinatûs sui metropolim adiret... facta..., Warszawa (1755)
3. Rozmowa o celu i najpierwszym edukacji końcu, Warszawa (1757); wyd. następne w: A. Wiśniewski Rozmowy w ciekawych i potrzebnych, w filozoficznych i politycznych materiach, t. 1, Warszawa 1760 (pt. O co najbardziej i najpierwej w edukacji starać się potrzeba; bez wymieniania nazwiska Kaliszewskiego); stąd też mowę tę Ł. Kurdybacha włączył błędnie do wyd.: S. Konarski "Pisma pedagogiczne", Wrocław 1959, PAN, Biblioteka Klasyków Pedagogiki
4. Nomenclator czterech języków: francuskiego, polskiego, niemieckiego i łacińskiego, t. 1: Zebranie słów, których do wyrażenia tych zażywamy rzeczy, które się na świecie znajdują; t. 2: Zebranie gładkich i dowcipnych powieści i listów, Warszawa 1757-1758; wyd. następne: Warszawa 1763-1765; Warszawa 1773-1774; Lwów 1773-1775; Warszawa 1774-1775; Warszawa 1777-1778; Warszawa 1787-1789; Warszawa 1795; Warszawa 1800, (podręcznik do nauki języków obcych).\
5. Traités des puissances de l'Europe les plus célèbres et les plus intéressants, Warszawa 1760 (dedykowana markizowi de Paulmy); wersja polska, wyd. rozszerzone: Historia celniejszych i sławniejszych traktatów między europejskimi mocarstwami różnymi czasy poczynionych, Warszawa 1764, (ze "Wstępem" oraz "Przydatkiem..." – zobacz Przekłady poz. 1; dedykowane S. Lubomierskiemu), wyd. 2 Warszawa 1767; wstęp przedr. F. Obermeier w: Traktaty między mocarstwami europejskimi od r. 1648 zaszłe, podług lat porządku..., t. 1, Warszawa 1773, (publikacja wykorzystywana jako pomoc w nauczaniu prawa w szkołach wydziałowych Komisji Edukacji Narodowej).

### Przekłady
1. Przydatek traktatów z samą Polską poczynionych, które z łacińskich oryginałów na polski język wiernie przetłumaczone tu się kładą, wyd. zobacz: Twórczość poz. 5.
2. Q. F. Horatius: "Oda 3 księgi III", Monitor 1770, nr 90; przedr. w zbiorze: Pieśni wszystkie Horacjusza przekładania różnych, t. 2, Warszawa 1773